# Chaux-des-Prés
Chaux-des-Prés era una comuna francesa situada en el departamento de Jura, de la región de Borgoña-Franco Condado, que el 1 de enero de 2016 pasó a formar parte de la comuna nueva de Nanchez al fusionarse con la comuna de Prénovel.

## Demografía
| Gráfica de evolución demográfica de Chaux-des-Prés entre 1800 y 2013 |
|                                                                      |

Los datos demográficos contemplados en este gráfico de la comuna de Chaux-des-Prés se han cogido de 1800 a 1999 de la página francesa EHESS/Cassini, y los demás datos de la página del INSEE.